# سرجیو سیورپیس
سرجیو سیورپیس (انگلیسی: Sergio Siorpaes؛ زادهٔ ۲۰ ژوئیهٔ ۱۹۳۴)از برندگان مدال‌های بازی‌های المپیک اهل ایتالیا است.